# Lepanthes ankistra
Lepanthes ankistra là một loài thực vật có hoa trong họ Lan. Loài này được Luer & Dressler mô tả khoa học đầu tiên năm 1986.